# Blood for Blood
Blood for Blood es una banda de heavy hardcore originaria de Massachusetts. Se formaron como reacción frente a la creciente escena de Heavy metal de Boston. Están considerados como una banda extremadamente nihilista y líricamente agresiva. Su sonido está fuertemente influenciado por grupos como Sheer Terror, Breakdown, Carnivore o Raw Deal.
A mediados del 2006, el tema de Blood for Blood Ain't Like You (Wasted Youth II) fue usado como música de fondo para el tráiler del documental "Young Americans" el cual apoyaba la guerra, hecho por Pat Dollard y los marines de Estados Unidos en Irak. El tráiler presenta numerosas imágenes de manifestantes e iconos en contra de la guerra, a los cuales el mensaje agresivo de la canción parecía atacar. Sin embargo, Rob Lind tiene un pensamiento totalmente opuesto al belicismo, que demuestra en su banda Ramallah.

## Miembros
Última formación
- Rob Lind – voces, guitarras
- Ian McFarland – bajo
- Robert Falzano – batería (2012)

Miembros previos
- Erick "Buddha" Medina – voces (1994–2012)
- Mike "Cap'n" Mahoney – batería (1994–1999)
- Gina Benevides – bajo (1996–1997)
- Greg Dellaria – bajo (1995)
- Jeremy Wooden – bajo (1994–1995)
- Dustin Hengst – batería
- Neal Dike – batería (2004-2012)
- Craig Silverman – guitarras (en vivo, 2010-2012)
- Billy Graziadei – guitarras (en vivo, 2010)

## Discografía

### Álbumes
| Año de lanzamiento | Título              | Discográfica          |
| ------------------ | ------------------- | --------------------- |
| 1997               | Spit My Last Breath | Lost Disciple Records |
| 1997               | Enemy               | Victory Records       |
| 1998               | Revenge on Society  | Victory Records       |
| 1999               | Livin'in Exile      | Victory Records       |
| 2001               | Wasted Youth Brew   | Victory Records       |
| 2002               | Outlaw Anthems      | Victory Records       |
| 2004               | Serenity (álbum)    | Thorp Records         |